# Victor Martin
Victor Martin este un jurnalist, inginer și scriitor român de literatură științifico-fantastică. Este membru al Uniunii Scriitorilor din România.

## Biografie
Victor Martin a studiat la Colegiul Național Carol I din Craiova. A absolvit Institutul Agronomic din Cluj-Napoca.
A debutat în 1972 cu povestirea „Robinsonul spațiului”, în revista Omicron. Povestirea a fost republicată în Alfa: O antologie a literaturii de anticipație românești (1983), Almanah Anticipația 1990 (1989).
A publicat în  reviste din Craiova ca Agenda Olteniei, Opinia, Jurnalul de Dolj. În 2006-2009 a fost redactor la revista Autograf. Printre alte reviste la care a colaborat se numără România literară, Luceafărul, Știință și Tehnică, CPSF Anticipația, Jurnalul SF, Orfeu din ORION, Orion, Almanah Anticipația, Almanah Estival 2007 Science Fiction, Abracadabra (SUA), Porodica (Croația).

## Lucrări scrise
- Aforisme (ed. Opinia, Craiova, 1995),
- Arhitectura șoaptei (poezii), (ed. Reduta, Craiova, 1996 ),
- Insolația de la miezul nopții (aforisme), (ed. Secolul XXI, Craiova, 1996),
- Binținguri cu flanțanguri (aforisme), ( ed. MJM, Craiova , 1999),
- Timbrul (povestiri science-fiction), (ed. Reduta, Craiova, 2000),
- Dispariții (povestiri science-fiction), (ed. Anteu, Craiova, 2000),
- Violatorii zilei de mâine (aforisme), (ed.. Anteu, Craiova, 2000),
- Teoria prazului (aforisme), (ed. Reduta,Craiova, 2001),
- Plimbare cu telemobilul (aforisme), (ed. MJM, Craiova, 2002),
- Can și Ideea (roman science fiction), (ed. Reduta, Craiova, 2002)
- Triumful prostiei (aforisme), (ed. MJM, Craiova, 2003)
- Curcubeie de ciocolată (poezii), (ed. MJM, Craiova, 2004)
- Elogiul muncii de partid (roman science fiction), (editura Sitech, Craiova, 2004),
- Carte de citit la volan (aforisme),(ed. MJM, Craiova, 2005),
- Frigiderul cu cărți (eseuri), (ed. MJM, Craiova, 2006),
- 4 proze science fiction, (ed. MJM, Craiova, 2007),
- Noaptea orașului ilustrat (roman science fiction), (editura MJM Craiova, Craiova, 2007),
- Partidul de export, roman, editura MJM Craiova, 2008[6]
- Țara lui Travian (aforisme), (ed. CELLINA, Craiova, 2009),
- Monede de sticlă (roman science fiction), (ed. Autograf MJM, Craiova, 2010),
- Mașina viitorului (povestiri science fiction), (ed. Autograf MJM, Craiova, 2011) - conține povestirile „Scriitorul contra umbrei sale”, „Fântâna”, „Nort sau omul invers”, „Omul providențial”, „Autopsia”, „Timbrul”, „Mașina viitorului”, „Oameni goi pe străzi”, „Societatea comercială Brownistein”, „Un experiment nereușit”, „Tristețea spiridușului”, „În celulă cu Iisus”, „Iluzia”, „Viața e un cântec”, „Lumea zăbrelelor de pușcărie”, „Egal cu tine însuți”
- Lenea (roman science fiction), (ed. Autograf MJM, Craiova, 2013),
- ESEURI (eseuri), (ed. Autograf MJM, Craiova, 2013),
- Îngerul hipnagogic (poezii), (ed. Autograf MJM, Craiova, 2013)
- Un punct de vedere (aforisme), (ed. Autograf MJM, Craiova, 2015)
- Curcubeie de ciocolată (poezii), ediția a doua, (ed. Art Creativ, București, 2016),
- Un alt punct de vedere (aforisme), (ed.Autograf MJM, Craiova, 2017),
- Îngerul hipnagogic (poezii), ediția a doua, (ed. Autograf MJM, Craiova, 2017),
- Noaptea orașului ilustrat (roman science fiction), (editura PAVCON, București, 2018)[7][8]
- Parlamentul (roman science fiction), (editura PAVCON, București, 2018)[4][9]
- „Oameni goi pe străzi” (povestiri science fiction), ediție revăzută și adăugită, (editura „PAVCON”, București, 2019),
- „Can și Ideea” (roman science fiction), ediția a doua, (editura PAVCON, București, 2020),
- „Curcubeie de ciocolată” (poezii), ediția a doua revizuită și adăugită, (editura „Art Creativ”, București, 2021),
- „Egal cu tine însuți” (povestiri science fiction), ediție revăzută și adăugită, (editura „PAVCON”, București, 2021),
- „Negândurile” (aforisme), (editura BIFROST, București,  2021)

Antologii:

- Alte întâmplări din veacul XXI ( ed. Scrisul Românesc, Craiova, 1975)[10] - povestirile „Caravana”, „Nort sau omul invers”, „Râul vieții”
- Alfa: O antologie a literaturii de anticipație românești (ed. Scrisul Românesc, Craiova, 1983) - povestirile „Robinsonul spațiului”, „Sintetizorul”, „Seara sosiilor”
- O planetă numită anticipație (ed. Junimea, Iași, 1985) - povestirea „Rondul”
- Avertisment pentru liniștea planetei (ed. Albatros, București, 1985) - povestirea „Întâmplare obișnuită pe neobișnuita planetă Agidia”
- BETA-antologie de literatură fantastică și SF (ed. Vlad & Vlad, Craiova, 1996),
- Arca îmblânzitorilor de fantasme-Antologie 2000 (ed. Euro Vida M, București, 2000),
- România SF 2001 (ed. PROLOGOS, București , 2001, colecția Morfeu)
- Fantasticul M III (ed. Granada, București, 2003)
- GAMA Alte țărmuri – Antologie de fantastic și SF (ed. REDUTA,  2004)
- A patra antologie internațională de paradoxism (ed. ALMAROM, Râmnicu Vâlcea, 2004)
- A cincea antologie internațională de paradoxism (ed. OFFSETCOLOR, Râmnicu Vâlcea, 2006)
- Almanah Estival 2007 Science Fiction - povestirea „Scriitorul contra umbrei sale”
- Titania - science-fiction (ed. Altum, Râmnicu Vâlcea, 2008)
- Antologia dell’ aforisma romeno contemporaneo (ed. Genesi, Torino, 2013)
- Nemuritorii cuvintelor – Antologie de poezii (ed. StudIS, Iași, 2014)
- Iubirea, dincolo de vis – Antologie de poezii (ed. StudIS, Iași, 2014)
- Călătorie în regatul cuvintelor – V -Antologie de poezii (ed. Dandes Press, Dr. Turnu-Severin, 2014)
- Antologia del Premio Internationale per l’ Aforisma Torino in Sintesi- IV editione – 2014 (ed. Athanor, Torino, 2014)
- Worlds and beings (Romanian Contemporary Science-Fiction Stories), (Editura Institutului Cultural Român, București, 2015)
- Poemia- Antologie de poezii (ed. Art Creativ, Bucuresti, 2015)
- Călătorie în regatul cuvintelor – VI -Antologie de poezii (ed. Dandes Press, Drobeta Turnu-Severin, 2015)
- Nostalgii de vară – Antologie de poezii (ed. Dandes Press, Dr. Turnu-Severin, 2015)
- Antologia aforismului românesc contemporan, ediția întâi, (ed. Digital Unicorn, Constanța, 2016)
- Antologia aforismului românesc contemporan, ediția a doua, (ed. Digital Unicorn, Constanța, 2017)
- Festivalul Internațional al aforismului-pentru românii de pretutindeni, ediția I-a, ANTOLOGIE- (ed. Fundația Pelin, Tecuci, 2017)
- Flori de vară – Antologie de poezii (ed. DANDES EDITORY, Drobeta TSeverin, 2018)
- Carusel cu simfonii tinere – Antologie de poezii (ed. Art Creativ, București, 2018)
- Charme – Antologie de proză contemporană (ed. Art Creativ, București, 2018)
- Festivalul Internațional al aforismului-pentru românii de pretutindeni, ediția II - ANTOLOGIE – (ed. Fundația Pelin, Tecuci, 2018).[4]
- Antologia CSF 2018, Editura Pavcon, cu povestirea „Scrisul din somn”[11]
- „ÎNCOTRO, HOMO COSMICUS?” (povestiri science fiction), participare cu proza „Timbrul”, (editura „Libris EDITORIAL”, Brașov, 2019),
- „ANTOLOGIA SF 2019” (povestiri science fiction), participare cu povestirea „Dispariția”, (editura „PAVCON”, București, 2019),
- „ANTOLOGIA SF 2020” (povestiri science fiction), participare cu povestirea „Coletul”, (editura „PAVCON”, București, 2020),
- „ROȘU DECLARATIV” (poezii), (editura „Art Creativ”, București, 2020),
- „SEMNE ALE FRATELUI TIMP”, (scrieri Art Creativ), (participare cu eseul „Condiția intelectualului”, (editura „Art Creativ”, București, 2021),
- „7 ESENȚIAL” (poezii), (editura „Art Creativ”, București, 2021),
- ”ECHIVALENȚE”( „EKVIVALENSER” ), (poezii), ediție în limba română și limba suedeză, (editura „BIFROST”, București, 2021),
- „DINCOLO” (povestiri), participare cu povestirea „Poveste abia începută”, (editura „Cristian PlusArt”, Malu Mare, 2021)

## Legături externe
- Victor Martin, goodreads.com
- Victor Martin, interviu realizat de Rudi Kvala de Marian Truță, Oct 3, 2009, srsff.ro
- Povestirea „Timbrul” (text online), radiooltenia.ro
- Ioana Dinulescu – O lume diferită de alte lumi science fiction, Prezentarea volumului de povestiri science fiction Mașina viitorului din 2011, srsff.ro

## Vezi și
- Listă de scriitori de literatură științifico-fantastică
- Dispariția (povestire), Almanah Anticipația 1999-2000